# Орлик (Белгородская область)
Орлик — село в Чернянском районе Белгородской области (Россия). Административный центр Орликовского сельского поселения.
Расположено на реке Орлик примерно в 15 км к северо-западу от Чернянки, в 30 км к юго-западу от Старого Оскола и в 95 км к северо-востоку от Белгорода.
| 1877 | 1897  | 2002 | 2010 |
| ---- | ----- | ---- | ---- |
| 4463 | ↘4010 | ↘156 | ↗755 |

## История
В первой четверти XVII века по всему течению реки Орлик была единственная слобода (ныне Орлик), возникшая, на месте былой «сторожи» (разъездной сторожевой службы), поставленной на возможном нападении татар на окраины русского государства. Существует несколько версий названия села. Густые непроходимые леса, огромные могучие дубы привлекали множество зверей и птиц, особенно орлов. Еще одна версия связана с атаманом Орликом, бежавшим в эти места с группой людей от преследования своего барина. И третья версия — по названию реки.
В 1770-х годах слобода принадлежала графу А. Г. Бобрынскому, крупному землевладельцу и сахарозаводчику России. После 1861 года в слободе в течение 40 лет строили церковь — уменьшенную копию Николаевского собора города Киева с 5 куполами, которая действовала до 1920 года. Слободу Орлик стали называть Николаевской (в бумагах времен Великой Отечественной войны и на немецких картах село значилось как Николаевка).
Месторасположение Орлика на путях, связывающих центр России с южными окраинами, недостаток пахотных земель способствовали развитию различных ремесел (кузнечного, шорного, колесного, сапожного, кожевного, бондарного) и превращению его в крупный (по тому времени) торговый центр с большим числом жителей.
Советская власть в Орлике была установлена осенью 1917 года.
Коллективизация в Орлике началась в 1929 году.
На территории села были организованы колхозы «Вперед к социализму», «Новый путь», «Победа», «Труженик». Председатель колхоза «Вперед к социализму» Павел Михайлович Беспаленко заботился не только об укреплении материальной базы колхоза, но и о культурном отдыхе колхозников. По его инициативе был заложен парк, на территории которого построили летний кинотеатр.
1 июля 1942 года немцы пришли в село Орлик, которое было освобождено нашими войсками 28 января 1943 года.
В 1954 году три колхоза сел Старое Хмелевое, Комаревцево и Орлик объединились в один колхоз имени Калинина, переименованный затем в колхоз имени Горького.
В 1968 году трехэтажное здание сапожной мастерской было перестроено в двухэтажное здание Дома Культуры, где находились библиотека и киносеть.
В 1977 году колхоз был реорганизован в совхоз «Орлик» (директор Леонид Иванович Шевцов). При нем велось активное строительство новых домов, улиц, ферм сено и зернохранилищ, 1987 заложен первый камень в строительство новой школы.
В 1987 году под руководством первого секретаря райкома КПСС Бесхмельницина Михаила Ивановича началось строительство новой школы, до завершения строительства и ввода в эксплуатацию Бесхмельницин М. И. оставался куратором в своевременной поставке строительных материалов.
1 сентября 1989 года было сдано в эксплуатацию новое школьное здание, построенное на месте снесенной церкви.
С 1990 года началась газификация села.
31 января 1992 года совхоз «Орлик» был преобразован в акционерное общество закрытого типа АОЗТ «Орлик» (ныне СПК «Орлик»).
В 2003 году создан «Духовно-просветительский центр», в который входят Дом Культуры, библиотека, школа, детский сад, Казанский храм села Комаревцево.
В 2009 году отремонтирован Орликовский Дом Культуры.
Памятники природы «10-й колодец» и родник возле села Старохмелевое — место проведения церковных служб и престольных праздников.